# Ferdinand Prášek
Ferdinand Prášek (7. května 1886 Církvice – 13. února 1971 Rostoklaty) byl československý politik a meziválečný poslanec Národního shromáždění za Československou stranu národně socialistickou.

## Biografie
V letech 1919-1922 byl starostou Čáslavi. Podle údajů k roku 1925 byl povoláním předsedou Svazu zemědělského a lesního dělnictva v Čáslavi.
Po parlamentních volbách v roce 1920 získal za Československou stranu národně socialistickou poslanecké křeslo v Národním shromáždění. Mandát ovšem nabyl až dodatečně v roce 1922 jako náhradník poté, co rezignoval poslanec Jan Hrizbyl. Mandát v parlamentních volbách v roce 1925 obhájil.
Zemřel 13. února 1971 v Čáslavi či Rostoklatech.[zdroj⁠?!]